# 菲律賓線柱蘭
菲律賓線柱蘭（学名：Zeuxine philippinensis）为蘭科線柱蘭屬下的一个种。

## 扩展阅读
- 維基物種上的相關：菲律賓線柱蘭